# Казе дел’Еремита (Горица)
Казе дел’Еремита је насеље у Италији у округу Горица, региону Фурланија-Јулијска крајина.
Према процени из 2011. у насељу је живело 13 становника. Насеље се налази на надморској висини од 63 м.